# Вужалки
Вужалки (біл. Вужалкі) — персонажі білоруської міфології, лісові духи, дочки володаря змій — Вужіного Короля. Вони живуть у лісах та сидять на старих деревах, де розчісують своє гарне волосся золотими гребінцями. Їх спокій і затишок завжди охороняє велика кількість інших змій, через що ніхто з людей не може наблизитися до них і відповідно — людям вкрай проблематично заподіяти їм шкоду. З цієї причини, і самі Вужалки не завдають шкоди людям і іншим істотам, а той, хто посміє образити їх — може стати жертвою незліченних лих.

## Опис
Вужалки це лісові духи, дочки володаря змій — Вужіного Короля, які живуть у лісах та сидять на старих деревах. Найчастіше постають у вигляді прекрасних молодих дівчин, схожих на русалок з надзвичайно привабливою зовнішністю, розкішним довгим волоссям та довгим зміїним хвостом замість ніг. Вони постійно відпочивають та розчісують своє гарне волосся золотими гребінцями. Через неймовірну кількість скарбів у їхнього батька Вужиного Короля — вони володіють великою кількістю різних золотих прикрас — браслетів, намист і всього іншого. Якщо вони втратять якусь річ і людина знайде її — вважається, що вона отримає велику удачу і буде назавжди захищена від зміїного укусу. Їх спокій і затишок завжди охороняє велика кількість інших змій, за наказом їхнього батька, через що ніхто з людей не може наблизитися до них і відповідно — людям вкрай проблематично заподіяти їм шкоду. З цієї причини, і самі Вужалки не завдають шкоди людям і іншим істотам й взагалі нікого не чіпають. Але той, хто образить їх — може стати жертвою незліченних лих, і вся його сім'я може зникнути.